# Lyride
Lyridele desemnează o importantă ploaie de meteori care debutează la 16 aprilie și ia sfârșit la 26 aprilie, în fiecare an. 

## Observare
Radiantul acestei ploi de meteori se situează în constelația Lira, maximul său de activitate are loc la 22 aprilie. Este denumită și « Alpha Lyride » sau « Lyride din aprilie ». 
Acest radiant se decalează, în mod progresiv, spre constelația Hercule. Sursa acestei ploi de meteori este cometa periodică C/1861 G1 (Thatcher).
Lyridele sunt observate de peste 2600 de ani.

Ploaia de meteori din 22 mai 687 î.Hr. (calendarul iulian proleptic), a fost observată de către Zuo Zhuan, care o descrie astfel:
„În acea zi de vară a xīn-mǎo din luna a 4-a a celui de-al 7-lea an al domniei regelui Zhuang din Lu, la căderea nopții, stelele fixe erau invizibile, la miezul nopții, stelele căzură ca ploaia.”
Vârful de activitate al ploii de meteori se situează între 22 aprilie și dimineața de 23 aprilie. În general, au fost numărați între 5 și 20 de meteori pe oră, în medie 10. Observatorii aflați la țară numără mai mulți decât cei situați în aglomerațiile urbane, din cauza poluării luminoase.
Lyridele au în general o magnitudine vizuală de +2. Totuși, unii meteori pot fi mai strălucitori, cunoscuți sub denumirea din engleză Lyrid fireballs, ei pot proiecta o umbră pentru câteva momente și lăsa în urma lor o dâră pentru câteva minute.